# Антиклерикализъм
Антиклерикализмът (от на гръцки: άντι – против и κληρικός – клирик, сравни напр. на английски clergy – духовенство, оттук и в английски anti-clericalism) е обществено историческо движение, противопоставящо се на властта на духовенството, и неговото влияние върху аспектите на ежедневието, привилегиите или налагането на прекомерна ортодоксалност във вярата. Не всички антиклерици са нерелигиозни или антирелигиозни, някои са били религиозни и са се противопоставяли на духовенството на базата на институционални проблеми и/или несъгласия с религиозни интерпретации, като по време на протестантската Реформация.
Антиклерикализъм може да се разглежда като своеобразно продължение на секуларизма, насочено срещу претенциите на църквата като институция и духовенството да властват и/или влияят върху политиката, икономиката, културата, науката и образованието.
За разлика от атеизма, антиклерикализмът не отрича съществуването на Бог, не цели забрана и изкореняване на религията, а цели разумно ограничаване на влиянието на църквата и религията върху обществените отношения. Същите цели антиклерикализмът преследва и през епохата на реставрацията след революциите в Европа, след които консерватизмът постепенно възвръща загубените си позиции в обществото.
Като първи антиклерикал е известен Джон Уиклиф, английски философ и теолог от XIV век. Движението набира сила по време на Реформацията, като главната цел е ограничаване влиянието на папата в уреждане на църковните дела. Антиклерикалите с цел да ограничат влиянието на Католическата църква в обществото насочват претенциите си към ограничаване имуществото на църквата и в частност върху владените от нея поземлени участъци земя (парцели). Антиклерикалите целят да отнемат от патримониума на църквата тази нейна собственост, като по този начин я лишат от приходи, което би следвало да ограничи възможностите и за влияние във и сред обществото още през средновековието. Антиклерикализмът намира поддръжници сред френските материалисти в периода 17 – 18 век, преди Великата френска революция. Официално битката се води срещу феодализма и свързаните с него обществени отношения наследени от средновековието.
По време и след Френската революция, фокусът на обществените отношения се измества към антагонизъм и конфронтация в обществото между либералите, с радикалните социалисти от една страна и консерваторите от друга.